# ジャンニ・デ・ビアージ
ジャンニ・デ・ビアージ（Gianni De Biasi、1956年6月16日-）はイタリアの元サッカー選手、現サッカー指導者。アゼルバイジャン代表監督。現役時代のポジションはミッドフィールダー。

## 経歴
現役時代はインテル所属だったが出場機会に恵まれず、トレヴィーゾ、ブレシア、パレルモなどでプレーした。なおパレルモ時代の1986年にトトネロ・ビスに関与したとして1ヶ月間の出場停止処分を科されている。
引退後はサッカー指導者への道を進み、セリエDから着実にキャリアを積んでいる。
モデナFCを指揮した際には、チームをセリエB昇格、次いで不可能と言われたセリエA昇格・残留に導いた。
次いで、ブレシア時代には、現役時代最後のロベルト・バッジョを指導した。
トリノFCを2005-06シーズンから率いてセリエB3位となり、プレーオフに勝利して昇格に導いた。
しかし2006-07シーズン開幕直前、チーム作りに関して現実的な目標を立てるデ・ビアージは、上位進出を狙うウルバーノ・カイロ会長と対立して解任された。カイロ会長は後任にアルベルト・ザッケローニを招聘したが、チームは低迷し、デ・ビアージはトリノ監督に復帰しチームをセリエA残留に導いた。それにも関わらず、カイロはワルテル・ノヴェッリーノを新たな監督に招く。
2007-08シーズン途中からスペインのレバンテを指揮し、チーム経営破綻・給料未払い問題に直面しつつもチームをまとめ、注目された。レバンテからの給与支払いが滞っていたため、自費でスペインに滞在しており、同じく給与未払いに苦しむレバンテの選手間にも厭戦ムードが漂っていた。そのような最悪のチーム状態にあっても選手に闘う気持ちを植え付け、善戦した。最終的にレバンテ側が契約を解除し、ノヴェッリーノ解任後のトリノ監督に復帰(2008年4月)。ここでも低迷するチームを残留させ、期待に応えたが、翌シーズン半ばに成績不振により解任された (2008年12月) 。
2009年12月、シーズン途中でウディネーゼ監督に就任するが、わずか2ヶ月ほどで解任。
2011年12月に2年契約でアルバニア代表監督に就任した。
2017年9月22日、デポルティーボ・アラベスの監督に就任、しかし2017年11月27日解任された。
2020年7月、アゼルバイジャン代表の監督に就任。